# Waleriany
Waleriany [pronunciación en polaco: /valɛˈrjanɨ/] es una aldea ubicada en el distrito administrativo de Gmina Puszcza Mariańska, dentro del condado de Żyrardów, Voivodato de Mazovia, en el centro-este de Polonia. Se encuentra a unos 5 kilómetros al noreste de Puszcza Mariańska, a 6 kilómetros al suroeste de Żyrardów, y a 48 kilómetros al suroeste de Varsovia .